# Hypolepis villoso-viscida
Hypolepis villoso-viscida là một loài thực vật có mạch trong họ Dennstaedtiaceae. Loài này được (Thouars) Tardieu miêu tả khoa học đầu tiên năm 1958.